# Judici de les bruixes de Bamberg

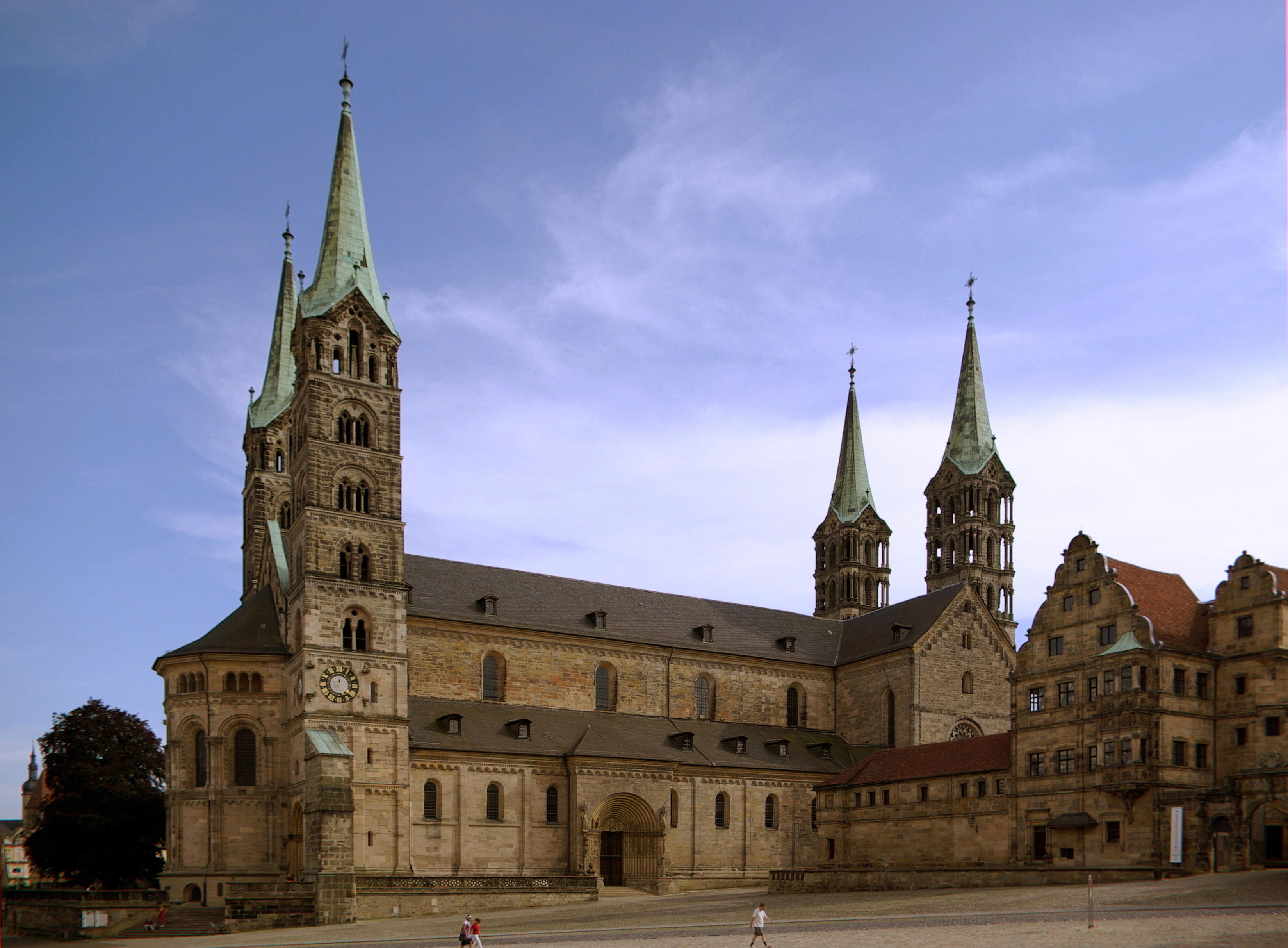
Catedral de Bamberg

El Judici de les bruixes de Bamberg van tenir lloc a Bamberg entre el 1626 i 1631, va ser una sèrie de caça de bruixes en massa al sud d'Alemanya, contemporani amb els judicis de bruixes de Würzburg i d'altres. Durant un període prolongat, aquests judicis van donar lloc a l'execució a la ratlla de 1.000 persones. Va pertànyer a les més grans caçeres de bruixes de la història, entre les més grans durant la Guerra dels Trenta Anys, i una de les quatre majors a Alemanya, juntament amb el judici de bruixes de Trier, el judici de bruixes de Fulda i el judici de bruixes de Würzburg.

## Història
El Sacre Imperi Romanogermànic, a la fi del segle xvi i començaments del xvii, va patir una gran caiguda de temperatures en el que es va nomenar la Petita Edat de Gel, amb conseqüències greus sobretot en les collites agrícoles. Això va fer que els camperols cerquessin algú responsable dels seus mals i els el van atribuir a la bruixeria, gent que suposadament estava aliada amb el diable.
El príncep-bisbe de Bamberg, Neytard von Thüngen (d. 1598) va ser el primer de permetre judicis de bruixes en el seu feu. Tanmateix, es trobava més preocupat en la lluita contra la Reforma. Sota el seu successor, Johann Philipp von Gebsattel (cap a 1609) ningú no va ser executat per bruixeria. Solament sota el mandat de Johann Gottfried von Aschhausen (cap a 1622), la caça de bruixes es va desencadenar. Recolzat pel teòleg Friedrich Förner, el bisbe va permetre un judici que es va desenvolupar a partir d'una baralla familiar. En el seu curs, diverses altres persones van ser acusades de bruixeria i en un any quinze havien estat executades.

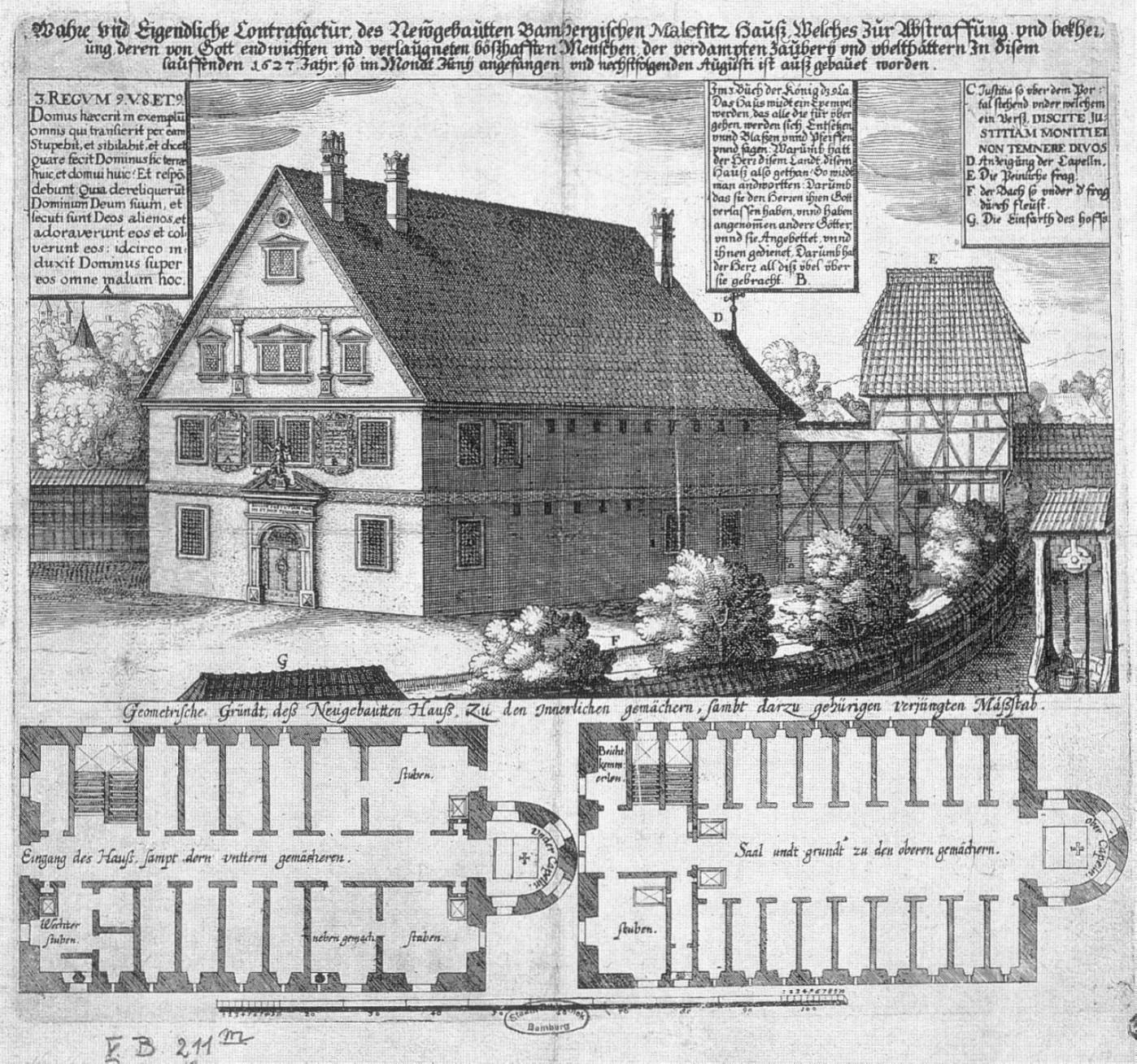
Drudenhaus

A Bamberg, es va construir una presó especial per albergar les grans masses de sospitosos, el Malefizhaus o Drudenhaus. El 1628, la bogeria va culminar amb quasi 200 judicis documentats. El canceller Georg Hahn va ser un dels qui van ser cremats. Johannes Junius, el testimoni del qual de la tortura que va patir es va fer famós, va ser una altra víctima, a l'igual de la seva esposa.
Tanmateix, el suport entre la població va començar a desaparèixer a mesura que la gent cada vegada s'adonava que per tothom era en risc d'acabar en la pira. Els camperols es van negar a subministrar fusta per a les cremes. El punt final d'indignació es va plantejar amb el judici de Dorothea Flock, membre d'una família mercantil acomodada de Nuremberg. Va ser arrestadaal desembre de 1629 i el seu espòs va fer tant com li va ser possible per obtenir la seva alliberació. Un edicte imperial va ser emès, però els caçadors de bruixes, la van executar una mica abans de l'arribada de l'edicte. Això va causar indignació entre els líders de l'església catòlica a Alemanya, els qui van responsabilitzar al bisbe protestant.
Aquests judicis i persecucions van acabar quan les tropes sueques protestants es van acostar a Bamberg l'any 1632. Els presoners restants van ser posats en llibertat. Diversos judicis més es van produir fins e 1680; en aquest moment, es comptabilitzaven al voltant de 1000 persones que havien mort en el principat-bisbat de Bamberg.